# Wattener Sportgemeinschaft Tirol
Maillots
Actualités
Le Wattener Sportgemeinschaft Tirol, souvent abrégé en WSG Tirol, est un club de football autrichien basé à Wattens dans le Tyrol. Il fait son retour pour la saison 2019-2020 en première division autrichienne après avoir remporté la deuxième division.

## Historique
- 1930 : Fondation du club sous le nom de SC Wattens le premier président est Daniel Swarovski fondateur de la cristallerie Swarovski.
- 1937 : Renommage en FC Wattens.
- 1951 : Renommage en SV Wattens.
- 1971 : Fusion avec le Wacker Innsbruck pour former le SpG Wattens-Wacker Innsbruck, entre 1972 et 1979 le club remporte 4 championnats et 4 coupes d'Autriche.
- 1984 : Révocation de la fusion et renommage en WSG Wattens.
- 2002 : Fusion avec le FC Wacker Tirol, club nouvellement formé, le club nommé SpG WSG Wattens-FC Wacker Tirol  est promu en deuxième division et doit annuler sa fusion, le Wacker Innsbruck joue en deuxième division et le WSG Wattens en quatrième division.
- 2016 : WSG Wattens est promu en deuxième division.
- 2019 : Champion de D2 et promotion en D1.
- 2019 : Renommage en WSG Swarovski Tirol Fußball[2].
- 2021 : Renommage en WSG Tirol

## Palmarès
- 2.Liga : 2019

## Stade
Le club joue ses matchs à domicile au Gernot Langes Stadion à Wattens. Le stade a une capacité de 5 026 places.
Ce stade n'étant pas aux normes pour la Bundesliga, le club se doit de se déplacer chez les voisins de la région pour aller jouer au Tivoli Stadion Tirol, stade de 17 400 places situé à Innsbruck en attendant que leur stade principal soit aux normes.
Des travaux de reconstruction ont été proposés et le nouveau stade aurait une capacité de 4500 places, mais répondrait au normes avec notamment un pelouse chauffée. Cette initiative est fortement contesté par les habitants de Wattens qui craignent de nombreux problèmes au niveau du bruit, de la luminosité et de la sécurité pour cette commune de seulement 8000 habitants.
En mai 2023, le conseil municipal de la commune vote contre la rénovation du stade, à 11 contre 6 avec 2 abstentions.

## Identité visuelle

2019-2021
Depuis 2021